# Clifton Webb
Clifton Webb, pseudonimo di Webb Parmelee Hollenbeck (Indianapolis, 19 novembre 1889 – Beverly Hills, 13 ottobre 1966), è stato un attore statunitense vincitore del Golden Globe 1947 come attore non protagonista per Il filo del rasoio.

## Biografia
Clifton Webb nacque a Indianapolis da Jacob Grant Hollenbeck, originario di una antichissima famiglia dell'Indiana, e da Mabelle A. Parmelee, figlia di un conducente di treni. Nel 1892 Mabelle si separò dal marito, del quale cercò sempre di non parlare con Webb, e lasciò l'Indiana per trasferirsi con il figlio a New York. In seguito lo stesso Webb avrebbe dichiarato:

### Il teatro
Educato privatamente, il piccolo Webb iniziò a prendere lezioni di canto e di ballo alla tenera età di cinque anni, facendo il suo debutto teatrale due anni più tardi presso la Carnegie Hall, dove recitò con la compagnia del New York Children's Theater nella commedia The Brownies di Palmer Cox. L'enorme successo riscosso dallo spettacolo indusse il giovane Webb a intraprendere una tournée al seguito dello show di vaudeville The Master of Charlton Hall, dopo il quale ottenne altri ruoli quali Oliver Twist e Tom Sawyer
Tra una trasferta e l'altra, sua madre Mabelle si preoccupò di assicurargli una educazione artistica su più fronti, facendogli impartire lezioni di pittura dal celebre pittore Robert Henri, e di canto dal baritono francese Victor Maurel. All'età di soli diciassette anni, Webb recitava già in uno dei ruoli principali nell'opera in tre atti Mignon di Ambroise Thomas, prodotta dalla compagnia bostoniana Aborn Opera Company.
All'età di diciannove anni, Webb divenne un ballerino professionista, assumendo il definitivo nome d'arte di Clifton Webb ed esibendosi in una dozzina di operette prima di fare il suo debutto al Liberty Theater di Broadway nello spettacolo The Purple Road, che esordì il 7 aprile 1913 e si protrasse per ben 136 repliche. Forte di questo successo, Webb fu scritturato nello spettacolo Dancing Around del compositore Sigmund Romberg, al fianco di Al Jolson, show che esordì al Winter Garden Theatre di Broadway il 10 ottobre 1914 e si concluse nel febbraio del 1915, dopo 145 repliche.

### Il cinema

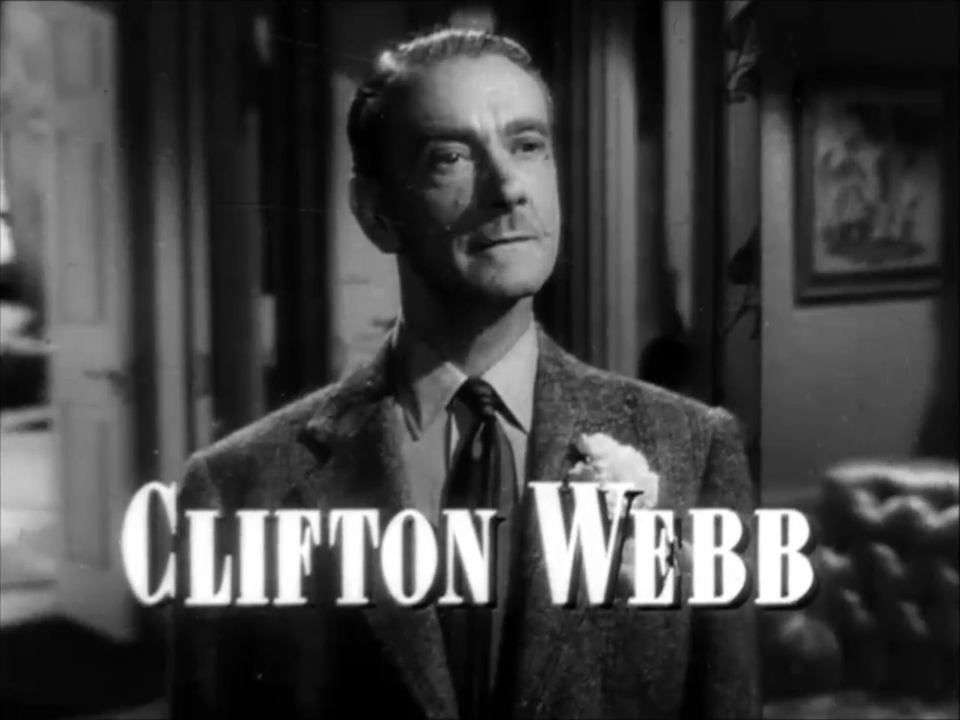
Webb nel trailer di Vertigine (1944) di Otto Preminger

Clifton Webb raggiunse il successo sul grande schermo solo negli anni quaranta, grazie al ruolo dell'ambiguo giornalista Waldo Lydecker nel celebre noir Vertigine (1944), diretto da Otto Preminger. Due anni più tardi l'attore ottenne il ruolo del ricco finanziere Elliott Templeton nel film Il filo del rasoio (1946), tratto dall'omonimo romanzo di William Somerset Maugham, che gli fece ottenere un Golden Globe quale miglior attore non protagonista nel 1947 e una candidatura all'Oscar.
L'anno successivo fu co-protagonista con Robert Young e Maureen O'Hara della commedia Governante rubacuori (1948), nella quale interpretò il ruolo di Lynn Belvedere, un inappuntabile gentiluomo che viene assunto in qualità di maggiordomo e baby sitter, riuscendo sorprendentemente a imporsi sui pargoli a lui affidati, grazie alle proprie capacità organizzative e a un efficace senso della disciplina applicati con raffinato umorismo. Il personaggio ebbe un tale successo che Webb lo interpretò nuovamente in due commedie successive, Il signor Belvedere va in collegio (1949) e Mr. Belvedere suona la campana (1951).
Nella prima metà degli anni cinquanta, Webb si confermò garbato ed elegante interprete di esilaranti commedie, tra cui Dodici lo chiamano papà (1950), nel ruolo di un eccentrico capofamiglia ispirato alla figura dell'ingegnere Frank Gilbreth, pioniere dell'ottimizzazione dei tempi e dell'economizzazione del movimento, e Allegri esploratori (1953), nei panni di una star televisiva in declino che si improvvisa capo di un gruppo di scout. I modi raffinati e vagamente snob, l'affettata eleganza e la naturale predisposizione per i dialoghi brillanti furono il punto di forza di Webb, che seppe comunque affrontare anche ruoli meno leggeri, come in Squilli di primavera (1952), biografia del compositore John Philip Sousa, autore di celebri marce militari, o nel tragico Titanic (1953).

### Vita privata
Webb non si sposò mai e non ebbe figli. Visse con la madre Mabelle, alla quale era legatissimo, fino alla morte di lei, avvenuta nel 1960 all'età di 91 anni; il suo amico Noël Coward così commentò:«Dev'essere orribile rimanere orfani a 71 anni». Afflitto da problemi di salute, Webb trascorse da recluso gli ultimi anni della sua vita nella sua casa di Beverly Hills. Morì in seguito a un arresto cardiaco, all'età di 76 anni. Riposa nell'Hollywood Forever Cemetery a Los Angeles, California.
Robert Wagner, che recitò con Webb in Squilli di primavera e Titanic, e che dichiarò di considerare l'attore uno dei suoi modelli, nelle sue memorie dichiarò che «Clifton Webb era gay, naturalmente, ma non mi fece mai delle avances, e non credo che lo avrebbe mai fatto».

## Riconoscimenti
- Premi Oscar 1945: candidatura al miglior attore non protagonista per Vertigine
- Premi Oscar 1947: candidatura al miglior attore non protagonista per Il filo del rasoio
- Premi Oscar 1949: candidatura al miglior attore protagonista per Governante rubacuori
- Golden Globe 1947: miglior attore non protagonista per Il filo del rasoio

## Filmografia
- National Red Cross Pageant regia di Christy Cabanne (1917)
- Polly with a Past, regia di Leander De Cordova (1920)
- Le catene del cuore (Let Not Man Put Asunder), regia di J. Stuart Blackton (1924)
- New Toys, regia di John S. Robertson (1925)
- The Heart of a Siren, regia di Phil Rosen (1925)
- The Still Alarm, regia di Roy Mack (1930)
- Vertigine (Laura), regia di Otto Preminger (1944)
- Il grattacielo tragico (The Dark Corner), regia di Henry Hathaway (1946)
- Il filo del rasoio (The Razor's Edge), regia di Edmund Goulding (1946)
- Governante rubacuori (Sitting Pretty), regia di Walter Lang (1948)
- Il signor Belvedere va in collegio (Mr Belvedere Goes to College), regia di Elliott Nugent (1949)
- Dodici lo chiamano papà (Cheaper By The Dozen), regia di Walter Lang (1950)
- Si può entrare? (For Heaven's Sake), regia di George Seaton (1950)
- Mr. Belvedere suona la campana (Mr. Belvedere Rings the Bell), regia di Henry Koster (1951)
- Fuga d'amore (Elopement), regia di Henry Koster (1951)
- Ragazze alla finestra (Belles on Their Toes), regia di Henry Levin (1951)
- Primo peccato (Dreamboat), regia di Claude Binyon (1952)
- Squilli di primavera (Stars and Stripes Forever), regia di Henry Koster (1952)
- Titanic (Titanic), regia di Jean Negulesco (1953)
- Allegri esploratori (Mr Scoutmaster), regia di Henry Levin (1953)
- Tre soldi nella fontana (Three Coins in the Fountain), regia di Jean Negulesco (1954)
- Il mondo è delle donne (Woman's World), regia di Jean Negulesco (1954)
- L'uomo che non è mai esistito (The Man Who Never Was), regia di Ronald Neame (1956)
- Il ragazzo sul delfino (Boy on a Dolphin), regia di Jean Negulesco (1957)
- Il molto onorevole Mr. Pennypacker (The Remarkable Mr. Pennypacker), regia di Henry Levin (1959)
- Vacanze per amanti (Holiday for Lovers), regia di Henry Levin (1959)
- Storia cinese (Satan Never Sleeps), regia di Leo McCarey (1962)

## Doppiatori italiani
- Augusto Marcacci in Il grattacielo tragico, Il filo del rasoio, Governante rubacuori, Il signor Belvedere va in collegio, Dodici lo chiamano papà, Si può entrare?, Mr. Belvedere suona la campana, Fuga d'amore, Primo peccato, Squilli di primavera, Allegri esploratori, Tre soldi nella fontana, Il mondo è delle donne, L'uomo che non è mai esistito, Il ragazzo sul delfino, Vacanze per amanti
- Sandro Ruffini in Vertigine, Titanic
- Lauro Gazzolo in Il molto onorevole Mr. Pennypacker, Storia cinese
- Elio Pandolfi in Il grattacielo tragico (ridoppiaggio), Dodici lo chiamano papà (ridoppiaggio)
- Dante Biagioni in Il signor Belvedere va in collegio (ridoppiaggio)